# Борян, Гурген Михайлович
Гурген Борян (арм. Գուրգեն Միքայելի Բորյան, 20 июня 1915, Шуша, Шушинский уезд, Елизаветпольская губерния, Российская империя — 15 апреля 1971, Ереван) — армянский поэт, драматург. Заслуженный деятель искусств Армянской ССР (1962).

## Биография

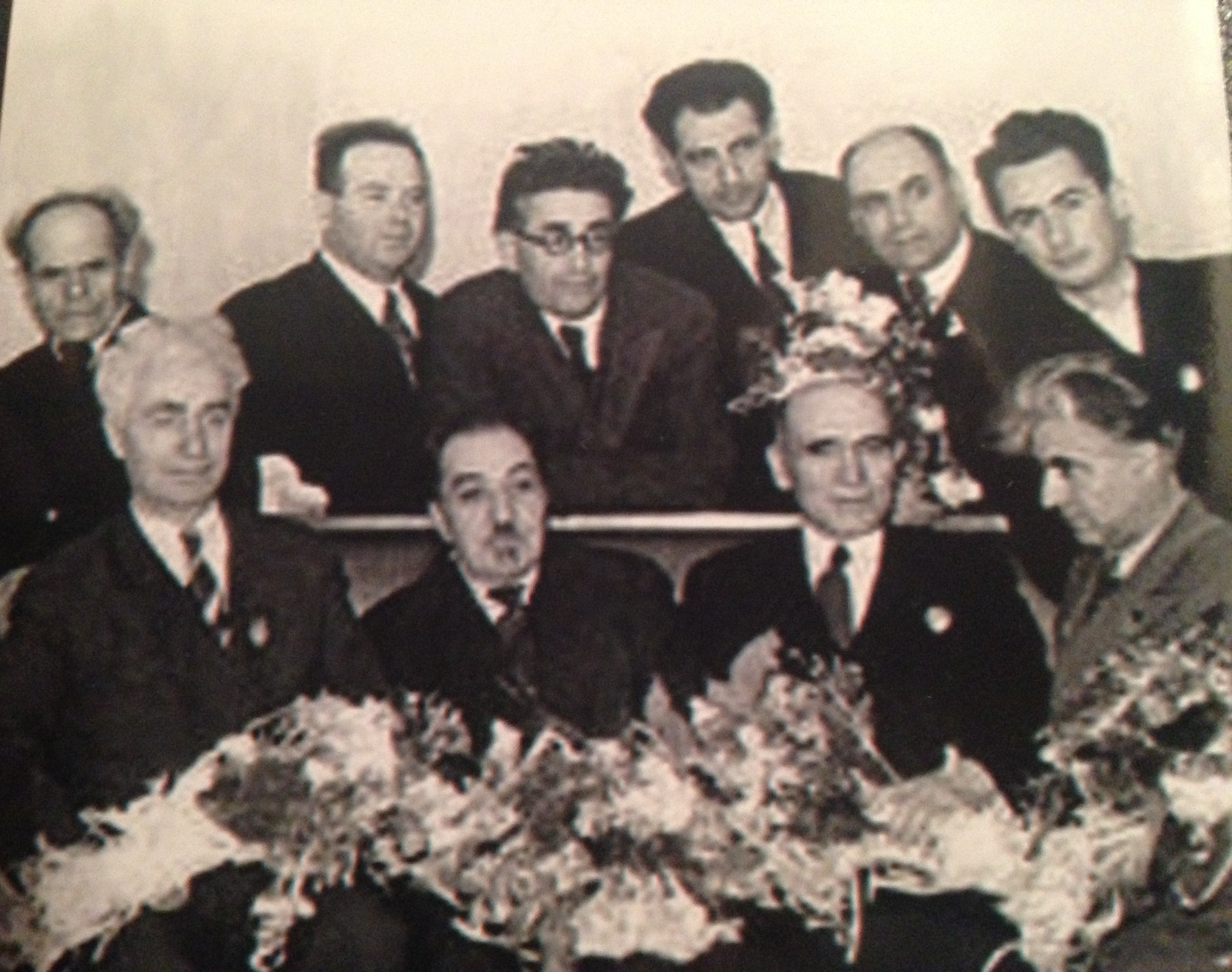
Писатели Армении. 1947 год. Гурген Борян стоит, крайний справа

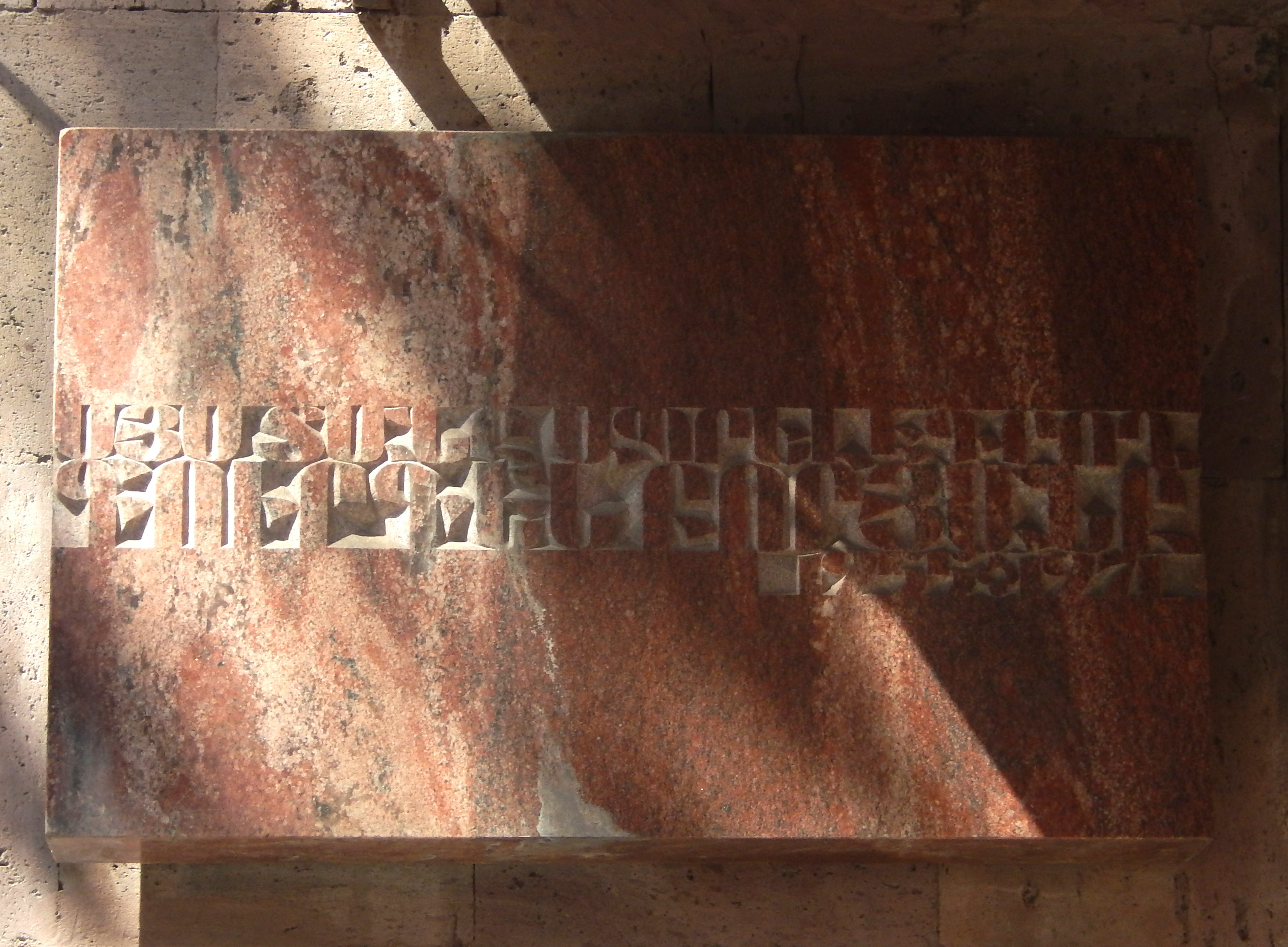
Мемориальная доска Гургену Боряну на улице Теряна в Ереване

Родился в городе Шуша в семье учителя. Начал печататься в 1930 году. Первый сборник — «Стихи» (1937).
Член ВКП(б) с 1940.
В годы Второй мировой войны изданы его сборники стихов — «Клятва бойца», «Огненным языком», «Зарево». Борян — автор героических драм: «На высотах» (1947), «Под одной крышей» (1958). Отдельные стихи посвящены Украине («Три брата», «Украина»).
В 1969 году выступил сценаристом снятого по его одноимённой пьесе фильме «Братья Сарояны».

## Награды
- Орден Отечественной войны 2 степени (24.11.1945).
- Орден Трудового Красного Знамени (3.08.1965).
- Орден Красной Звезды (13.02.1943)[3].
- Два ордена «Знак Почёта» (31.01.1939[4], 27.06.1956).
- Государственная премия Армянской ССР (1971) — за сценарий фильма «Братья Сарояны».
- Заслуженный деятель искусств Армянской ССР (14.05.1962).